# Koyama Takuya
Takuya Koyama (sinh ngày 20 tháng 4 năm 1997) là một cầu thủ bóng đá người Nhật Bản.

## Sự nghiệp câu lạc bộ
Takuya Koyama đã từng chơi cho FC Tokyo.